# جاستن ليستير
جاستن ليستير (بالإنجليزية: Justin Lester)‏ هو سياسي نيوزلندي، ولد في 23 ديسمبر 1978 في إنفركارجل في نيوزيلندا. حزبياً، نشط في حزب العمال النيوزيلندي. وقد انتخب عمدة ويلينغتون (26 أكتوبر 2016 – ).

## وصلات خارجية
- الموقع الرسمي